# アグネス・ヘートヴィヒ・フォン・アンハルト
アグネス・ヘートヴィヒ・フォン・アンハルト（ドイツ語：Agnes Hedwig von Anhalt, 1573年3月12日 - 1616年11月3日）は、ザクセン選帝侯アウグスト妃、のちシュレースヴィヒ＝ホルシュタイン＝ゾンダーブルク公ハンス妃。

## 生涯
アグネス・ヘートヴィヒはアンハルト侯ヨアヒム・エルンストとエレオノーレ・フォン・ヴュルテンベルクの娘である。1581年に8歳でゲルンローデ修道院の修道院長となった。1586年に修道院を去り、1月3日に60歳であったザクセン選帝侯アウグストと結婚した。アグネス・ヘートヴィヒはまだ13歳になっていなかった。結婚式の夜にアグネス・ヘートヴィヒは、アウグストの最初の妃アンナ・ア・ダンマークの影響を受けてカルヴァン主義者として投獄されていたカスパー・ポイツァーの釈放を求めたといわれている。その後カスパー・ポイツァーは釈放されている。アウグストは結婚から数週間後の2月11日に死去した。アグネス・ヘートヴィヒは寡婦財産としてリヒテンブルク城を与えられたが、そこに住むことはなかった。
2年後の1588年2月14日に、アグネス・ヘートヴィヒは43歳のシュレースヴィヒ＝ホルシュタイン＝ゾンダーブルク公ハンスと再婚した。ハンスは最初の夫アウグストの最初の妃アンナの弟であった。アグネス・ヘートヴィヒはこの結婚に際し3万ターラーの持参金をもたらした。ハンスと最初の妃エリーザベトとの間の14人の子女全てがすでに成人で、そのうちの何人かはアグネス・ヘートヴィヒよりも年上であったが、アグネス・ヘートヴィヒはさらに9人の子女をもうけた。
アグネス・ヘートヴィヒは夫の死の6年前の1616年に死去した。

## 子女
シュレースヴィヒ＝ホルシュタイン＝ゾンダーブルク公ハンスとの間に以下の子女をもうけた。
- エレオノーラ（1590年 - 1669年）
- アンナ・ザビーネ（1593年 - 1659年） - 1618年、ヴュルテンベルク＝ヴァイルティンゲン公ユリウス・フリードリヒと結婚
- ヨハン・ゲオルク（1594年 - 1613年）
- ヨアヒム・エルンスト（1595年 - 1671年） - シュレースヴィヒ＝ホルシュタイン＝ゾンダーブルク＝プレーン公
- ドロテア・ジビッレ（1597年）
- ドロテア・マリー（1599年 - 1600年）
- ベルンハルト（1601年）
- エレオノーレ・ゾフィー（1603年 - 1675年） - 1624年、アンハルト＝ベルンブルク侯クリスティアン2世と結婚
- アグネス・マグダレーネ（1604年 - 1607年）